# Медресе Чучук Ойим Сангин
Медресе Чучук Ойим Сангин — медресе, располагавшееся Бухарской области современного Узбекистана. Было построено в 1792-1793 в квартале Накиб во время правления эмира Бухарского эмирата Шахмурада дочерью Мухаммада Шукура Токсабо Чучук Ойим. Здание не сохранилось до наших дней.
Годовой фонд медресе составлял 25 тысяч монет. В нем было два этажа. По данным Ольги Сухаревой, медресе Хаким Ойим находилось в районе Чукур и на карте Парфенова-Фенина обозначено как медресе Чучук Ойим, в этом же районе находилось и медресе Бокиксон Накиб. До XVIII века этот район назывался Чорбоги Бокиксон. Исследователь исламской архитектуры Абдусаттор Джуманазаров изучил ряд дарственных документов, относящихся к этому медресе, и предоставил информацию о нем. Сохранилось два договора дарения медресе. Согласно первому документу, медресе находилось рядом с гробницей Эшон Ходжи. С западной и восточной сторон медресе была улица, с северной - дома, а с южной - дорога, ведущая к могиле хазрата Эшона. Медресе «Чучук Ойим Сангин» также имело мечеть и высокие купола. Во втором документе о дарении говорится, что медресе было даровано Чучук Ойим, дочерью Кулмухаммада Додхоха. Медресе продолжало функционировать вплоть до советского периода. Кроме того, имеются сведения о преподавателях и студентах, которые работали и учились в медресе. Садри Зиё пишет, что в медресе Чучук Ойим Сангин было 13 комнат. Медресе Чучук Ойим Сангин состояло из 13 комнат. Медресе было построено в среднеазиатском архитектурном стиле. Медресе было построено из обожженного кирпича, дерева, камня и штукатурки.